# あのん
あのん（1999年2月5日 - ）は、日本のタレント、グラビアモデル、レースクイーン。女性アイドルグループ・prediaの元メンバーである。プラチナムプロダクションに所属する。

## 略歴

### モデル活動開始 - prediaへ
2019年春にプラチナムプロダクションに所属して芸能活動を開始し、同年に行われたイベント『東京レプタイルズワールド』のイメージガール“レプガール”としてイベント出演およびPR活動を行う。同年7月7日に放送された『行列のできる法律相談所』（日本テレビ）の再現VTRにファーストサマーウイカ役として出演。8月24日 - 25日に開催された、第48回サマーエンデュランス『BHオークション SMBC 鈴鹿10時間耐久レース』では、出場したapr with ARN Racingのレースクイーンを務めていた。
当初は「みかみ」という名前で活動してきたが、2019年11月23日付のツイッターで「あのん」に改名したことを発表。翌11月24日、関内ホールにて大人アイドルグループ『predia』に加入したことが発表された。当時のprediaはメンバー4人が一斉に卒業し、その穴を埋める新メンバーの募集を行っていたが、「30歳以上」「恋愛自由（節操重要）」「既婚者可」といった応募条件に適した逸材は結局採用されず、“更なる可能性を広げるため”に沢口けいこ（1991年生）より年下のあのんを起用したという。これにより、prediaは9か月続いた6人体制にピリオドが打たれ、まえだゆう以来5年8か月ぶりとなる新メンバーを迎えた。だが、加入翌年の年明け以降に起こった新型コロナウイルス感染症の流行により、当初は春頃に予定されていた初参加シングルは2020年9月23日発売の「東京マドンナ」までずれ込むことになる。
2019年12月2日からは声優の村井理沙子と共に、エンタメ学園のWeb番組『Beyond Enta』（ビヨンドエンタ）に出演し、predia加入から1週間で単独のレギュラーを持つことになった。また、prediaの活動と並行し、天野ちよと共に『2020 ITOCHU ENEX IMPUL LADY』として2020年のSUPER GTとスーパーフォーミュラのレースクイーンを務める。
2021年1月15日に行われた『日本レースクイーン大賞2020』新人部門表彰式にて特別賞の「週刊プレイボーイ賞」・「テレビ東京賞」の2つと、プラチナムプロダクション所属者としては初となる「新人部門グランプリ」に輝いた。メダリスト発表時には2021年度のA-classメンバーで、同じ事務所の苗加結菜があのんの名前を読み上げた。同年3月1日、週刊プレイボーイ賞の特典として、集英社より自身初のデジタル写真集『ここから始まる。』が発売される。

### predia脱退後
2021年も引き続きITOCHU ENEX IMPUL LADYを務めることを発表（相方は仲美由紀に交代）すると、同年3月16日にプラチナムプロダクション所属者としては青山めぐ以来8年ぶりとなる『レースクイーン・オブ・ザ・イヤー 20-21』を受賞した。だが同年4月7日、体調不良によってダンスなどの激しい運動を伴う活動にドクターストップがかかり、prediaとしての活動続行は困難と判断されたため、同日付で卒業した。在籍1年4か月で先述のシングルとアルバム『10ct』（2021年1月27日発売）のみの参加にとどまったが、脱退から1年2か月後に行われたprediaの解散コンサートにあのんがサプライズ出演することはなかった。
2021年5月17日、集英社よりデジタル写真集『もっと近くで』が発売される。
2022年1月24日、中国のファッション誌『瑞麗』の日本専属モデルオーディションに合格。同年3月26日、ITOCHU ENEX IMPUL LADYが「carenex IMPULでんきサポーターズ」に改称したことに伴い、IMPUL LADYを退任すると同時にレースクイーン卒業を表明した。同年10月期には『エルピス-希望、あるいは災い-』で自身初の連続ドラマレギュラー出演を果たす。
2023年1月10日、光文社よりデジタル写真集『同棲彼女』前編・後編が同時発売される。
2023年4月29日、幕張メッセにて開催されたイベント『ニコニコ超会議』のステージに小日向ゆかや賀村恵都と共に登壇し、パチンコ『海物語シリーズ』（三洋物産）のキャンペーンガール「ミスマリンちゃん」の10代目に共同で就任したことが発表された。
同年7月3日には、シント=トロイデンVVを盛り上げるイメージガールである2代目シントトロイデンガールズ（松田蘭、黒木麗奈、弓川いち華、あのん、米倉みゆ、一ノ瀬のこ、亀澤杏奈）結成され、都内で記者会見を行った。同年10月、週刊プレイボーイ創刊57周年企画「NIPPONグラドル57人」にグラビアニュージェネレーションの1人として掲載。

## 人物
- 大阪府出身で日本と中国のハーフ[2][3][10]。一人っ子である[動画 1]。
- 中国語と関西弁と標準語を使い分ける三刀流。大学では英語を専攻し、大学2年時にTOEICで700点を取得[10]。
- 趣味は読書、爬虫類カフェ巡り、旅行。
- 特技は中国語、ピアノ、乗馬[1]、ダンス、バレエ[2]。

## 出演

### テレビ
- ウチのガヤがすみません!（2019年7月2日、日本テレビ）
- 行列のできる法律法律相談所 - 再現VTR（2019年7月7日、日本テレビ）
- 石橋貴明のたいむとんねる（2019年7月15日、フジテレビ）
- これは経費で落ちません!（2019年9月20日、NHK総合）[36]
- 女が女に怒る夜 - 再現VTR ファーストサマーウイカ役（2019年12月2日、日本テレビ）
- 関内デビル（2021年2月3日、テレビ神奈川）
- エルピス-希望、あるいは災い-（2022年10月24日 - 12月26日、関西テレビ・フジテレビ系列） - 新谷真琴役[32]

### 映画
- 種まく旅人〜華蓮のかがやき〜（2021年春、全国公開）

### インターネット配信
- 3LDK - みかみ（2019年9月14日、LUCRA）
- Beyond Enta（2019年12月2日 - 、エンタメ学園・YouTube Live）[16]
- 日本レースクイーン大賞2020 表彰式（2021年1月15日）
- シャッフルアイランド season5（ABEMA）[37]

### 新聞
- 夕刊フジ（2019年10月30日、産経新聞）[1]

### 雑誌
- driver 10月号（2019年8月20日、八重洲出版）[38]
- REPFAN vol.11（2020年7月2日、笠倉出版）[39]
- 週刊プレイボーイ No.11（2021年3月1日、集英社)[40]
- 週刊プレイボーイ No.22（2021年5月17日、集英社）[41]
- 週刊ヤングマガジン No.26（2021年5月24日、講談社）[42]

### イベント
- 鈴鹿10時間耐久レース apr with ARN Racing - レースクイーン（2019年8月24日 - 25日）
- 2019年レッドブル・エアレース・ワールドシリーズ 千葉 ファルケンブース - コンパニオン（2019年9月7日 - 8日）[43]
- 東京ゲームショウ2019 サイバーパンク2077ブース - コンパニオン（2019年9月14日 - 15日）[注 5]
- 東京モーターショー2019 メルセデスベンツブース - コンパニオン（2019年10月24日 - 11月4日）[1]

### キャンペーンガール
- 10代目ミスマリンちゃん（2023年4月29日 - 、三洋物産） ※小日向ゆかや賀村恵都と共同[4]

## 書籍

### デジタル写真集
- ここから始まる。（2021年3月1日、集英社［週プレ PHOTO BOOK］、撮影：LUCKMAN）[45]
- もっと近くで（2021年5月17日、集英社［週プレ PHOTO BOOK］、撮影：LUCKMAN）[46]
- ミス・パーフェクト（2021年8月31日、光文社［FLASHデジタル写真集］、撮影：唐木貴央）[47]
- ヤンマガアザーっす！＜YM2021年26号未公開カット＞（2021年9月15日、講談社［ヤンマガデジタル写真集］、撮影：唐木貴央）[48]
- Slender & Glamorous（2021年9月18日、講談社［FRIDAYデジタル写真集］、撮影：Takeo Dec.）[49]
- 手の届かない？（2022年7月14日、集英社［YJ PHOTO BOOK］、撮影：Takeo Dec.）[50]
- 同棲彼女 前編・後編（2023年1月10日、光文社［FLASHデジタル写真集］、撮影：佐藤佑一）[51][52]
- プライベートは内緒だよ（2023年3月15日、双葉社［EX大衆デジタル写真集］、撮影：矢西誠二）[53]
- 美しく､恋をする vol.1 daytime ver./vol.2 night ver.（2024年12月12日、講談社［FRIDAYデジタル写真集］、撮影：鈴木ゴータ）[54][55]
- びばあのん 1･2･DX（2025年2月21日、小学館［sabra net e-Book］）[56][57][58]